# アクラ型原子力潜水艦
アクラ型原子力潜水艦（アクラがたげんしりょくせんすいかん、英語: Akula-class submarine）は、ソビエト/ロシア海軍の攻撃型原子力潜水艦（SSN）の艦級に対して付与されたNATOコードネーム。ソ連海軍での正式名は971型潜水艦（ロシア語: Подводные лодки проекта 971）、計画名は「シチューカB」（露: ≪щука-в≫、カワカマスの意）であった。公式の艦種類別は、当初は一等大型原子力潜水艦（Большая подводная лодка, BPL）、1992年以降は一等潜水巡洋艦となった。

## 来歴
ソビエト連邦海軍のドクトリンでは、「戦略核の運用」「米空母戦闘群の阻止」「米SSBN・SSNの阻止」「欧米のシーレーンの破壊」という4つの戦略目標が掲げられていた。1970年代以降、アメリカ海軍の潜水艦戦力の激増を受けて、「米SSBN・SSNの阻止」が最重要目標に繰り上げられた。1973年には「アーガス」国家対潜総合プログラムが発動されると同時に、対潜戦の指揮統制を担う総合C4Iシステムとして「ネプチューン」の開発も着手された。これは水中固定聴音機や哨戒機が投下するソノブイ、衛星や各種艦艇などセンサーからの情報を統合処理し、対潜戦アセットに指令を下すシステムであった。攻撃原潜は仮想敵の潜水艦を発見・捕捉・撃破する可能性が最も高いと見積もられ、対潜戦システムの鍵を握る重要な存在と位置づけられたものの、隻数の不足が問題になっていた。
これを受けて、1971年より、第112設計局において第3世代SSNの開発が着手された。まず945型（シエラ型）が開発され、1番艦K-239は1979年より建造が開始された。しかし同型は船体構造材としてチタン合金を採用したことで、船価が高騰したうえに建造できる造船所が限られたことから、当初は30隻という大量建造が計画されたものの、建造数はどんどん削減されていき、結局、改良型の945A型（シエラII型）を含めて4隻が建造されたのみとなった。
1976年7月、共産党と政府は、第3世代の攻撃原潜勢力を早急に拡充するため、945型を原型として鋼製の潜水艦を建造するよう指令した。これを受けて建造されたのが971型であり、レニングラードの第143設計局は基本開発の段階を踏まず、ゴルキーの第112設計局から取り寄せた技術案を用いて設計を開始した。主任設計官には、671型シリーズを担当したチェルニチョフ局長が任命された。1977年9月、政府と海軍総司令部は971型の建造プロジェクトを承認した。1番艦K-284は1983年11月11日に起工された。

## 設計
971型は、攻守双方の基本任務に加えて、機雷敷設、偵察、特殊工作、陸上施設の破壊など多岐にわたる任務が予定されたことから、高度な静粛性が求められた。

### 船体
構造様式は従来どおりの複殻式が踏襲された。船体とセイルの形状は671RTM型（ヴィクターIII型）に類似しており、潜舵は艦首水線上引き込み式である。またシエラ型と同様に、セイル内には乗員脱出用のレスキュー・チェンバーが装備された。艦内は7区画に区分されている。
船体構造材としてはAK-32高張力鋼が採用された。降伏耐力は100 kgf/mm2とされており、シエラ型に匹敵する公試潜航深度600メートルという深深度潜航能力が確保された。圧壊深度は900メートルといわれている。ただしこのためにシエラ型と比して水上排水量にして1,000トンの増大となったほか、予備浮力も、シエラ型では29パーセントであったのに対し、本型では26パーセントに減少した。
設計にあたっては、潜水艦の静粛性や流体力学上の問題を研究していたクルィロフ記念中央研究所もプロジェクトに参画し、第143設計局とともに模型実験を繰り返して、水中放射雑音の低減を徹底した。船体表面には64ミリ厚の水中吸音材が設置されている。また主要装備、発令所、各指揮所はモジュールとして製造され、防振装置を介して内殻に組み込まれている。この防振装置は、細かい振動を吸収するゴムと、大きな振動を受け持つ圧縮空気サスペンションの二段式であり、水中放射雑音の低減とともに、水中爆発の衝撃から乗員・機器を保護する役割もある。

### 機関

米ソ潜水艦の水中放射雑音の推移

主機は基本的にはシエラ型の構成が踏襲されており、OK-650B加圧水型原子炉とタービンを1基ずつ搭載し、7翼のスキュード・プロペラ1軸を駆動する方式とされた。出力は50,000馬力に増強された。なおOK-650はソ連の原潜用原子炉としては第3世代にあたり、核燃料はUAl3、燃料棒は199本でウラン235の量は160 kg、出力46 MWとされている。
上記の通りに優れた船体設計もあり、本型は極めて静粛な艦となった。水中放射雑音レベルは通常動力型の877型（キロ型）と同程度、アメリカ海軍のロサンゼルス級原子力潜水艦よりわずかに大きい程度であった。アメリカ海軍のSOSUSは6～9ノットで航行中の971型をまったく探知できず、またロサンゼルス級も、1995年にアメリカ合衆国東海岸を哨戒中の改971型数隻の追尾に失敗した。ロシア側の専門家は、ロサンゼルス級のAN/BQQ-5ソナーで971型を探知するには、冬のバレンツ海であれば10キロ以内に接近する必要があり、海況が悪ければ探知不能であると見積もっている。
| 設計                  | 5～200 Hz | 1 kHz  |
| --------------------- | --------- | ------ |
| 971型 (アクラI型)     | 135 dB    | 115 dB |
| 改971型 (改アクラI型) | 125 dB    | 105 dB |
| 09710型 (アクラII型)  | 122 dB    | 102 dB |

また補助機関として、DG-300ディーゼル発電機2基（各750キロワット）と112基1群の蓄電池が搭載されている。水平舵には補助電動機2基（各560馬力）が取り付けられており、水上を5ノットで走ることができた。

## 装備
アメリカ海軍のロサンゼルス級原子力潜水艦のソナーがデジタル信号処理を導入していることが判明したことから、1番艦の起工前にあたる1980年、大規模な設計変更が行われた。これにより、本型はMGK-540「スカット3」統合ソナー・システムを搭載した。これは艦首に設置した探信儀の円筒形アレイとともに、船体側面に設置したフランク・アレイや上部縦舵上のポッドに収容した曳航アレイから構成されており、音響信号処理のデジタル化も図られた。自艦騒音の低減によって受波器入口雑音レベルが低減されたこともあり、探知距離は700キロに達する。またユニークな機能として航跡の追尾があり、数十時間前に通過した艦の航跡も識別できるとされる。
潜水艦情報処理装置としては、671RTM型（ヴィクターIII型）で採用されたオムニブス型の改型が搭載された。またシムフォニア全緯度航海装置、メドヴェヂツァ971型航法システム、ツィクロン衛星航法システム、モルニアMTS自動通信システム、ツナミ衛星通信装置なども装備された。
971型では、水圧式の533mm魚雷発射管4門と650mm魚雷発射管4門が装備されており、兵装搭載数は945型と同様に40本（533mm径のものが28本と650mm径のものが12本）とされた。その後、65-76重対艦魚雷の陳腐化に伴い、改971型および09710型では650mm魚雷発射管は廃止されて533mm魚雷発射管8門となり、これにより兵装搭載数は45本に増加した。搭載兵装としては、TEST-71魚雷、「シクヴァル」超高速魚雷、RPK-6「ウォドバド」 / RPK-7「ヴェテル」（SS-N-16）対潜ミサイル、RK-55「グラナート」（SS-N-21）巡航ミサイルが用いられていたが、後に魚雷はUGSTに更新されたほか、対潜ミサイルも新型の91RE1が開発されている。
また浮上時の防空用として携帯式防空ミサイルシステム18基を搭載している。

## 諸元表
|              | 971型 (アクラI型)         | 971U型 (アクラII型)       |
| ------------ | ------------------------- | ------------------------- |
| 水上排水量   | 8,140トン                 | 8,632トン                 |
| 水中排水量   | 12,120トン                | 12,770トン                |
| 全長         | 107.2 m                   | 110.2 m                   |
| 幅           | 13.6 m                    | 13.6 m                    |
| 吃水         | 9.7 m                     | 13.8 m                    |
| 機関         | OK-650B加圧水型原子炉×1基 | OK-650B加圧水型原子炉×1基 |
| 機関         | タービン×1基              |                           |
| 機関         | タービン発電機×2基        |                           |
| 機関         | ディーゼル発電機×2基      |                           |
| 機関         | スクリュープロペラ×1軸    |                           |
| 出力         | 50,000馬力                | 50,000馬力                |
| 水上速力     | 12.1ノット                | 11.2ノット                |
| 水中速力     | 35.2ノット                | 33.3ノット                |
| 安全潜航深度 | 520 m                     | 520 m                     |
| 最大潜航深度 | 600 m                     | 600 m                     |
| 乗員         | 73名                      | 73名                      |
| 兵装         | 533mm魚雷発射管×4門       | 533mm魚雷発射管×8門       |
| 兵装         | 650mm魚雷発射管×4門       | 533mm魚雷発射管×8門       |
| 兵装         | 魚雷・ミサイル×40本       | 魚雷・ミサイル×45本       |

## 同型艦

### 一覧表
| 設計 | 艦番号 | 艦名                                        | 造船所 | 起工            | 進水            | 竣工            | 所属                  | 除籍     |
| ---- | ------ | ------------------------------------------- | ------ | --------------- | --------------- | --------------- | --------------------- | -------- |
| 971  | K-284  | アクラ «Акула»                              | 199    | 1983年 11月11日 | 1984年 7月27日  | 1984年 12月30日 | 太平洋艦隊            | 2002年   |
| 971  | K-263  | デリフィン «Дельфин» → バルナウル «Барнаул» | 199    | 1985年 5月9日   | 1986年 5月28日  | 1987年 12月30日 | 太平洋艦隊            | 退役     |
| 971  | K-322  | カシャロット «Кашалот»                      | 199    | 1986年 9月5日   | 1987年 7月18日  | 1988年 12月30日 | 太平洋艦隊            | 2019年   |
| 971  | K-391  | キット «Кит» → ブラーツク «Братск»          | 199    | 1988年 2月23日  | 1989年 4月14日  | 1989年 12月29日 | 太平洋艦隊            | 2022年   |
| 971  | K-331  | ナルワル «Нарвал» → マガダン «Магадан»      | 199    | 1989年 12月28日 | 1990年 6月23日  | 1990年 12月31日 | 太平洋艦隊            |          |
| 971  | K-480  | バルス «Барс» → アク・バルス «Ак Барс»      | 402    | 1985年 2月22日  | 1988年 4月16日  | 1988年 12月29日 | 北方艦隊              | 2002年   |
| 971  | K-317  | パンテラ «Пантера»                          | 402    | 1986年 11月6日  | 1990年 5月21日  | 1990年 12月27日 | 北方艦隊              | 就役中   |
| 971  | K-461  | ヴォルク «Волк»                             | 402    | 1987年 11月14日 | 1991年 6月11日  | 1991年 12月29日 | 北方艦隊              | 就役中   |
| 971  | K-328  | レオパルド «Леопард»                        | 402    | 1988年 10月26日 | 1992年 6月28日  | 1992年 12月30日 | 北方艦隊              | 就役中   |
| 971U | K-419  | モルツ «Морж» → クズバス «Кузбасс»          | 199    | 1991年 7月28日  | 1992年 5月18日  | 1992年 12月31日 | 太平洋艦隊            | 就役中   |
| 971U | K-295  | ドラコン «Дракон» → サマラ «Самара»         | 199    | 1993年 11月7日  | 1994年 8月5日   | 1995年 7月17日  | 太平洋艦隊            | 就役中   |
| 971U | K-152  | ネルパ «Нерпа» → チャクラ INS Chakra        | 199    | 1993年 4月13日  | 2006年 6月24日  | 2012年 4月4日   | インド海軍 · 後に返還 | 就役中   |
| 971U | K-154  | ティグル «Тигр»                             | 402    | 1989年 9月10日  | 1993年 6月26日  | 1993年 12月29日 | 北方艦隊              | 就役中   |
| 971U | K-157  | ヴェプル «Вепрь»                            | 402    | 1990年 7月13日  | 1994年 12月10日 | 1995年 11月25日 | 北方艦隊              | 就役中   |
| 971U | K-335  | ゲパード «Гепард»                           | 402    | 1991年 9月23日  | 1999年 9月17日  | 2001年 7月20日  | 北方艦隊              | 就役中   |
| 971U | K-337  | クーグアル «Кугуар»                         | 402    | 1992年 8月18日  | 1998年 1月22日  | 建造中止        | 建造中止              | 建造中止 |
| 971U | K-333  | ルイシ «Рысь»                               | 402    | 1993年 8月31日  | 1997年 10月6日  | 建造中止        | 建造中止              | 建造中止 |

## 登場作品

### 映画
『GODZILLA ゴジラ』
ロシア海軍所属艦が1隻登場。太平洋上を航行していたところを内部の原子炉に反応したムートーに襲われ、オアフ島の山中にまで運ばれる。その後はオアフ島山中に派遣された米軍の捜索隊によって、大破して内部の核燃料をムートーに貪られている姿が発見された。
『クリムゾン・タイド』
ロシア反乱軍の所属艦として1隻が登場し、作品の舞台となるオハイオ級原子力潜水艦「アラバマ」と交戦する。最終的にアラバマの雷撃によって撃沈される。
『ハンターキラー 潜航せよ』
2隻が登場。1隻はロシア反乱軍の爆破工作によって撃沈される。もう1隻はロシア反乱軍の所属艦として登場し、ロサンゼルス級原子力潜水艦タンパベイを雷撃で撃沈。後に主人公の乗艦であるバージニア級原子力潜水艦アーカンソーと交戦し、アーカンソーの雷撃で撃沈される。

### 漫画
『超時空要塞マクロス THE FIRST』
当艦をベースとした改造艦である改アクラ級潜水艦が多数登場しており、オクトスやSV-51の艦載が可能となっている。